# Sko/Torp
Sko/Torp er en dansk poprock-duo bestående af sanger Søren Sko og guitarist Palle Torp, der i alt har solgt omkring 400.000 albums i Danmark.
Før duoen blev en realitet havde Søren Sko bl.a. sunget kor for Poul Krebs og Sanne Salomonsen, mens Palle Torp havde haft en fortid i Elevatordrengene og Thomas Helmig Brothers. De mødtes under en jamsession på Aarhus Universitet, og blev dannet i 1989 på resterne af trioen OneShoeFree bestående af Søren Sko, Palle Torp og Søren Svensson. Pladeselskabet Sonet var tilbageholdende med at udgive debutalbummet On a Long Lonely Night, da de ikke mente et engelsksproget album ville blive en kommerciel succes. Først da Sanne Salomonsen – hvis daværende mand Mats Ronander havde produceret albummet – pressede på over for pladeselskabets chef, blev albummet udgivet i november 1990. Albummet, der var inspireret af den amerikanske vestkystrock, blev en stor kommerciel succes med omkring 200.000 solgte eksemplarer, hvilket gør det til det bedst sælgende debutalbum i Danmark nogensinde. Succesen indbragte duoen to danske Grammy'er i 1991 for "Årets nye navn", og Søren Sko for "Årets danske sanger".
I 1992 udsendte duoen deres andet album, Familiar Roads, der solgte 120.000 eksemplarer. Deres tredje album fra 1994, Hey You! solgte 40.000 eksemplarer. I 1996 udkom det fjerde album, A Perfect Day der solgte 19.000 eksemplarer. Året efter, i 1997, blev Sko/Torp opløst, indtil 2004, hvor de igen begyndte at skrive sange og turnere; fortrinsvis som en akustisk trio sammen den danske sanger og sangskriver Morten Woods. I oktober 2009 offentliggjorde duoen at de var ved at færdiggøre deres femte studiealbum, og i januar 2010 udsendte de en pressemeddelelse hvor de bekendtgjorde at albummet havde fået titlen Heartland. Albummet udkom den 22. februar 2010, og modtog i januar 2011 guld for 10.000 solgte eksemplarer. Sko/Torps sjette studiealbum og første album i seks år, After Hours udkom den 30. september 2016.

## Diskografi

### Studiealbum
- On a Long Lonely Night (1990)
- Familiar Roads (1992)
- Hey You! (1994)
- A Perfect Day (1996)
- Heartland (2010)
- After Hours (2016)
- Heaven Is on Our Side (2018)

### Opsamlingsalbum
- Radio Song Book – De bedste fra Sko/Torp (1997)
- Glorious Days – The Very Best Of (2007)